# Morti nel 1990/Senza giorno specificato
| Questa pagina contiene informazioni ricavate automaticamente dalle voci biografiche con l'ausilio del template Bio e di un bot. L'aggiornamento è periodico e automatico e ricostruisce completamente la pagina. Se manca una persona in questa lista, sei pregato di non aggiungerla, ma accertati piuttosto che la sua voce biografica contenga il template Bio e che i dati anagrafici siano correttamente compilati. Se il template Bio manca, inseriscilo tu stesso o, in alternativa, metti l'avviso {{tmp\|Bio}} che ne segnala la mancanza. Se i dati riportati sono sbagliati, correggi direttamente la voce biografica; le modifiche saranno visibili in questa lista entro pochi giorni. Per chiarimenti vedi il progetto biografie. La lista contiene solo le 72 persone che sono citate nell'enciclopedia e per le quali è stato implementato correttamente il template Bio. Pagina aggiornata al 3 mar 2024. |

- Jenny Addams, schermitrice belga (n. 1909)
- Maria Apollonio, velocista italiana (n. 1919)
- Laura Aponte, stilista italiana (n. 1906)
- Nietta Aprà, storica dell'arte, scrittrice e saggista italiana (n. 1905)
- Titta Arista, conduttore radiofonico e giornalista italiano (n. 1913)
- Antonio Berti, scultore e medaglista italiano (n. 1904)
- Jackie Brown, calciatore nordirlandese (n. 1914)
- Dhimiter Çani, scultore albanese (n. 1904)
- Carlo Cappelletti, botanico e docente italiana (n. 1900)
- Nadia Gamal, danzatrice e attrice egiziana (n. 1937)
- Francesco Cipriani Marinelli, commediografo, sceneggiatore e regista teatrale italiano (n. 1905)
- Mario Cussino, illustratore e pubblicitario italiano (n. 1900)
- Francesco D'Amore, pittore e incisore italiano (n. 1929)
- Maria Dazzi, traduttrice e docente italiana (n. 1901)
- Americo Del Ventura, violinista italiano (n. 1903)
- Ayhan Demir, cestista turco (n. 1926)
- Reginald Denning, generale britannico (n. 1894)
- Sam Dolgoff, attivista russo (n. 1902)
- Gennaro Finizio, calciatore italiano (n. 1901)
- Leandro Franchi, militare italiano (n. 1920)
- Giuseppe Geigerle, calciatore italiano (n. 1909)
- Gaetano Gimelli, trombettista italiano (n. 1905)
- Luigi Grigato, politico italiano (n. 1918)
- Margaret Hendrie, scrittrice nauruana (n. 1924)
- Jack Hildyard, direttore della fotografia britannico (n. 1908)
- Kirō Honjō, ingegnere giapponese (n. 1901)
- Hannah Hurnard, scrittrice britannica (n. 1905)
- Atanasia Ionescu, ginnasta rumena (n. 1935)
- Živorad Janković, architetto jugoslavo (n. 1924)
- Peter Jekabsons, astronomo e pittore australiano (n. 1943)
- Shigeru Kasahara, lottatore giapponese (n. 1933)
- Albert Keck, calciatore tedesco (n. 1930)
- Jan Kelderman, pittore olandese (n. 1914)
- Aleksandr Aleksandrovič Konjus, statistico russo (n. 1895)
- Eugeniusz Kriegelewicz, vescovo vetero-cattolico polacco (n. 1916)
- Nina Kulagina,  sovietica (n. 1926)
- Henry Lionel Lawrence, autore di fantascienza britannico (n. 1908)
- Giovanni Lovato, dirigente sportivo italiano (n. 1914)
- David McGregor, pallanuotista britannico (n. 1909)
- Ken Chisholm, allenatore di calcio e calciatore scozzese (n. 1925)
- Said Mustafov, lottatore bulgaro (n. 1933)
- Bruno Nardini, editore, poeta e scrittore italiano (n. 1921)
- Bruno Novello, calciatore italiano (n. 1923)
- Hilarión Osorio, calciatore paraguaiano (n. 1928)
- Craig Owens, critico d'arte e storico dell'arte statunitense (n. 1950)
- Francesco Parenti, psichiatra italiano (n. 1925)
- Sergio Piacentini, calciatore e allenatore di calcio italiano (n. 1920)
- Agnoldomenico Pica, architetto, pubblicista e critico d'arte italiano (n. 1907)
- Enzo Provenzale, produttore cinematografico, sceneggiatore e regista cinematografico italiano (n. 1920)
- Corrado Quaglino, anarchico e pubblicista italiano (n. 1900)
- Kruno Radiljević, calciatore jugoslavo (n. 1931)
- Harold Rose, allenatore di calcio e calciatore inglese (n. 1900)
- Aldo Rossi, generale italiano (n. 1898)
- Simion Sădeanu, cestista rumeno (n. 1917)
- Bona Maria Scotoni, alpinista italiana (n. 1921)
- Shigeo Shingō, ingegnere giapponese (n. 1909)
- George Goodman Simpson, militare e aviatore britannico (n. 1896)
- Sashi Mahendra Singh, allenatore di calcio e dirigente sportivo figiano (n. 1920)
- Keith Spurgeon, allenatore di calcio inglese (n. 1933)
- Sauro Taiti, calciatore italiano (n. 1922)
- Vincent Teresa, mafioso e collaboratore di giustizia statunitense (n. 1930)
- Ramón Torrado, regista e sceneggiatore spagnolo (n. 1905)
- Silvana Urroz, tennista cilena (n. 1955)
- Giorgio Valussi, geografo italiano (n. 1930)
- Vladimir Grigor'evič Venžer, economista sovietico (n. 1899)
- Mario Vialardi, calciatore italiano (n. 1904)
- Nicolás Vivaldo, calciatore argentino (n. 1896)
- Skippy Whitaker, cestista statunitense (n. 1930)
- Wang Zhenhe, scrittore e sceneggiatore taiwanese (n. 1940)
- Alberto Ziveri, pittore italiano (n. 1908)
- Daniel Kanza, politico congolese (Repubblica Democratica del Congo) (n. 1909)
- Lucia Guerrini, archeologa italiana (n. 1931)